# بوسكسماس

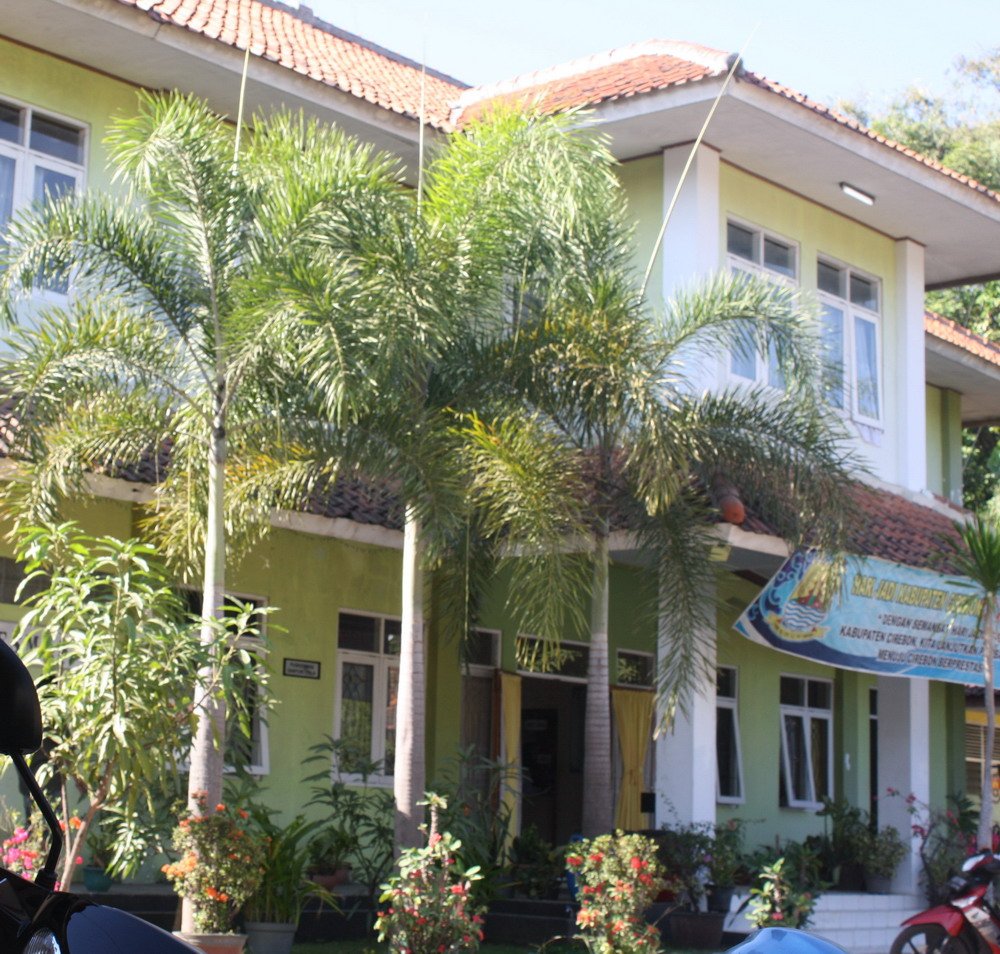
بوسكسماس مركز صحي في سيريبون جاوة الغربية

بوسكسماس أو مركز صحة المجتمع هي عيادات الصحة المجتمعية بتفويض من الحكومة في جميع أنحاء إندونيسيا. تشرف عليها وزارة الصحة الإندونيسية وتوفر الرعاية الصحية للسكان على مستوى المناطق الفرعية. تم تصميم المفهوم بواسطة وزير الصحة الإندونيسي الأسبق جيريت أوغسطينوس سيوابيسي أول وزير للصحة في إندونيسيا. شكلت برامج الصحة المجتمعية والوقائية مكونًا آخر من عناصر النظام الصحي في إندونيسيا. هناك ما يقرب من 9.718 بوسكسماس في جميع أنحاء البلاد وفقا لوزارة الصحة في إندونيسيا.
نظمت خدمات الصحة المجتمعية في إندونيسيا في نظام من ثلاثة مستويات مع بوسكسماس في أعلى هذا النظام. توفر هذه المراكز التي يشغلها عادة طبيب، رعاية صحية للأم والطفل، وخدمات الرعاية الصحية العلاجية والوقائية للمرضى الخارجيين، والرعاية قبل وبعد الولادة، والتطعيم، وبرامج مكافحة الأمراض السارية. كانت خدمات العيادات المتخصصة متوفرة بشكل دوري في بعض العيادات الكبيرة.
هناك نوعان من بوسكسماس مع أسرة وأخرى بدون أسرة. تعمل بوسكسماس بدون أسرة بشكل عام كمرفق علاج خارجي للمرضى الخارجيين وهي أشبه بعيادات خارجية، ونادراً ما تكون مفتوحة بعد منتصف النهار، وبالتأكيد ليس من المرجح أن تكون إما مفتوحة أو مستعدة للتعامل مع حالات الطوارئ التوليدية خارج ساعات العيادة. يعمل هذا المركز عادةً بواسطة بيدان (ممرضة) وطبيب عام يقدم خدمات وقائية وعلاجية تتعلق بـ 18 برنامجًا صحيًا مختلفًا، بما في ذلك برنامج الرعاية السابقة للولادة وتنظيم الأسرة. وقد وصفت هذه البوسكسماس بأنها مثقلة بالأعباء وتحمل بعض الإشكاليات لأن هذه المراكز الصحية تميل إلى تجاوز المريض إلى مستوى أعلى من الخدمات الصحية. إذا ظهر مريض مصاب بأمراض خطيرة في هذا النوع من المرافق فمن الأرجح أن يقوم الموظفون بإرسال المريض إلى المستوى التالي من الرعاية بدلاً من محاولة إعطاء الإسعافات الأولية أو محاولة إعداد المريض لنقله.
يقع بوسكسماس بأسرة في الغالب في المناطق النائية، ومن الأفضل أن يكون مزودًا ومجهزًا لتوفير الرعاية التوليدية الطارئة الأساسية، وهو يعمل أربع وعشرون ساعة يوميًا. يعمل بيدان (ممرضتان) وطبيب عام.